# ストンパー
ストンパー（Stomper）は、MLB・アスレチックスの球団マスコットキャラクターである。背番号は00。同球団初のマスコットである。モチーフは象。

## 概要・特徴
モチーフとなった「白い象」は、1902年、ニューヨーク・ジャイアンツ（現在のサンフランシスコ・ジャイアンツ）の監督となったジョン・マグローが、新興チームのフィラデルフィア・アスレチックス（当時の名称）を蔑んで「白い象」と形容したことに由来する。マグロー発言以降、「白い象」という表現はアスレチックス自身やファンによって意趣返しのスローガンとして使われるようになった。1902年のアメリカンリーグでアスレチックスが優勝した時には、優勝パレードに白い象をかたどったフロート車が登場した。コニー・マックの率いるアスレチックスがマグロー率いるジャイアンツと1905年のワールドシリーズで初めて対戦した際には、試合のパンフレットにも白い象が描かれた。
ストンパーは1997年より登場した。2008年と2012年に行われた日本開幕戦の際に来日を果たしている。

## プロフィール
球団公式ホームページによるプロフィールは以下の通り。
- 身長：6フィート6インチ（約198.1cm）
- 体重：A ton of fun!
- デビュー：1997年4月2日
- ポジション：アスレチックスの公式マスコット
- ダンスも可能。
- カリフォルニア州オークランド出身で、母親の名前は"Stella"（ステラ）、父親の名前は"Stanley"（スタンリー）。